# Zespół dworski w Ujeździe

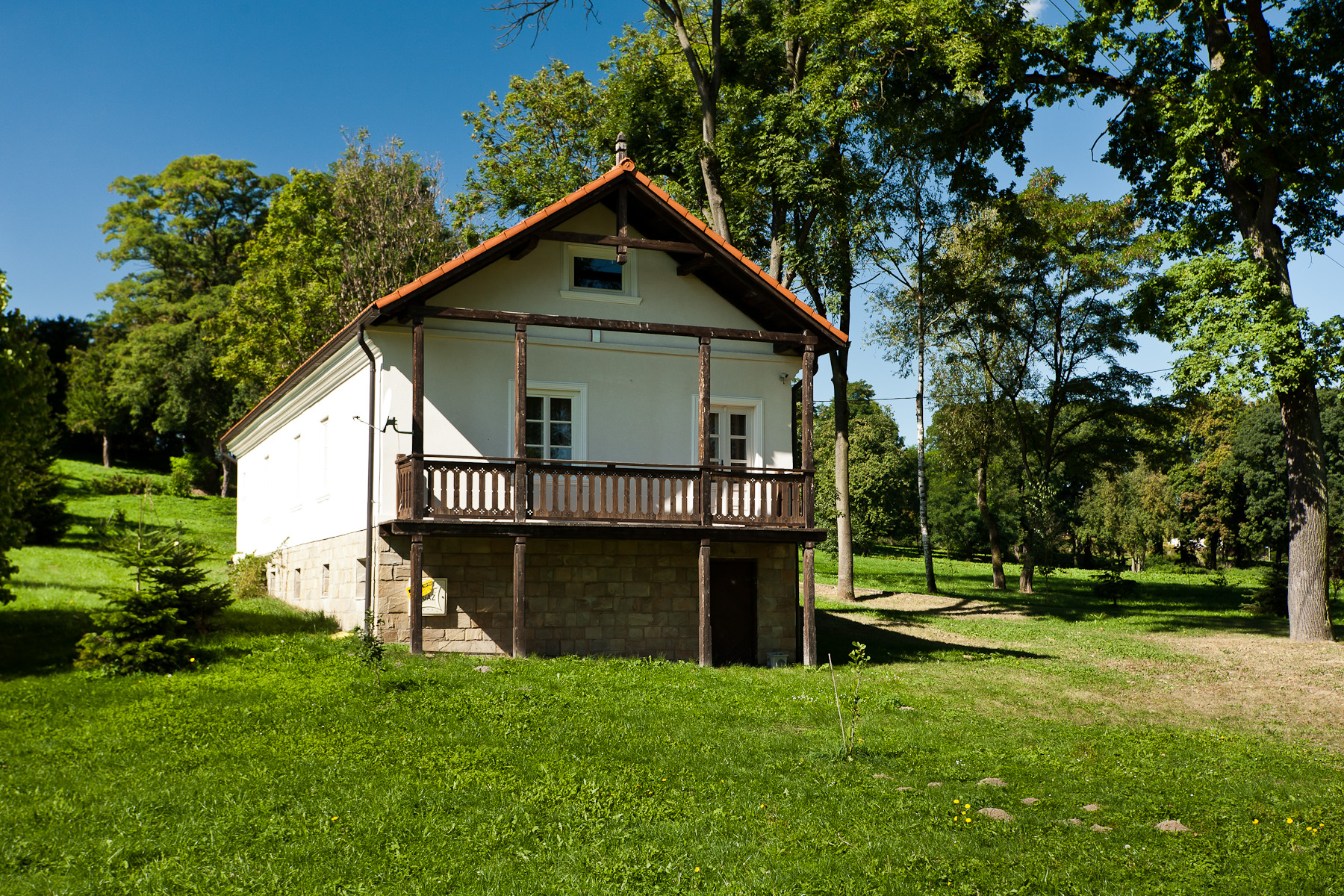
Zabudowa zespołu dworskiego w Ujeździe

Zespół dworski w Ujeździe – zespół dworski z otoczeniem parkowym znajdujący się we wsi Ujazd, w gminie Zabierzów, w powiecie krakowskim.
Obiekt, w skład którego wchodzi oficyna, czworak, piwniczka, oraz ogród wpisany został do rejestru zabytków nieruchomych województwa małopolskiego.

## Historia
Pierwsze historyczne wzmianki na temat Ujazdu pochodzą z roku 1358. Przez kolejne lata wieś miała różnych właścicieli, a w 1791 roku
kiedy Ujazd staje się własnością hrabiego Adama Męcińskiego w dokumentach pojawia się dwór, dwie karczmy, browar i młyn. Na początku XIX wieku, właścicielem był Leon Like (1798–1860), syn Wojciecha, właściciela apteki Pod Koroną w Krakowie.
 
W 1905 roku miał miejsce pożar dworu i kilku sąsiednich zabudowań. Kolejny pożar w 1945 roku dotyczył zabudowań gospodarczych, a spowodowany był przez wycofujące się wojska niemieckie. Po drugiej wojnie światowej majątek został znacjonalizowany, a resztówka, czyli dwór z ogrodem pozostał w rękach prywatnych. W 1947 roku majątek w Ujeździe przejęła w użytkowanie najpierw Sółdzielcze Kółko Rolnicze, potem Ośrodek Zaopatrzenia Rolniczego. W 1966 roku dwór został rozebrany z powodu dużego zniszczenia.

W 1978 roku majątek przejął Instytut Zootechniki–Państwowy Instytut Badawczy w Balicach. W latach 1993–1995 przeprowadził konserwację zieleni parkowej. W 2005 roku zespół podworski wraz z liczącym 2,5 ha parkiem przejął w wieczystą dzierżawę prywatny właściciel, który dotychczas przebudował czworak w stylu nawiązującym do wyburzonego dworu. Planowane jest też odtworzenie założenia parkowego z okresu świetności .

## Architektura
Na archiwalnych zdjęciach widać, że dwór był jednokondygnacyjny, wybudowany na rzucie prostokąta, kryty dachem dwuspadowym, przy wejściu poprzedzony gankiem w typie portyku. Daszek ganku dwuspadowy, wsparty na czterech słupach. Ganek zwieńczony jest trójkątnym frontonem z okienkiem. Przed gankiem schody. W XIX wieku do dworu dobudowano w formie skrzydła, murowany budynek oficyny . 

## Otoczenie
Na początku XIX wieku, kiedy właścicielem był Leon Like w majątku założono sad owocowy, ogród warzywny oraz część parkową o układzie krajobrazowym. Ogród był usytuowany na dwóch naturalnych terasach, spadających w kierunku potoku Kluczwody. Ogród i sad znajdowały się po zachodniej stronie dworu .